# Milčané

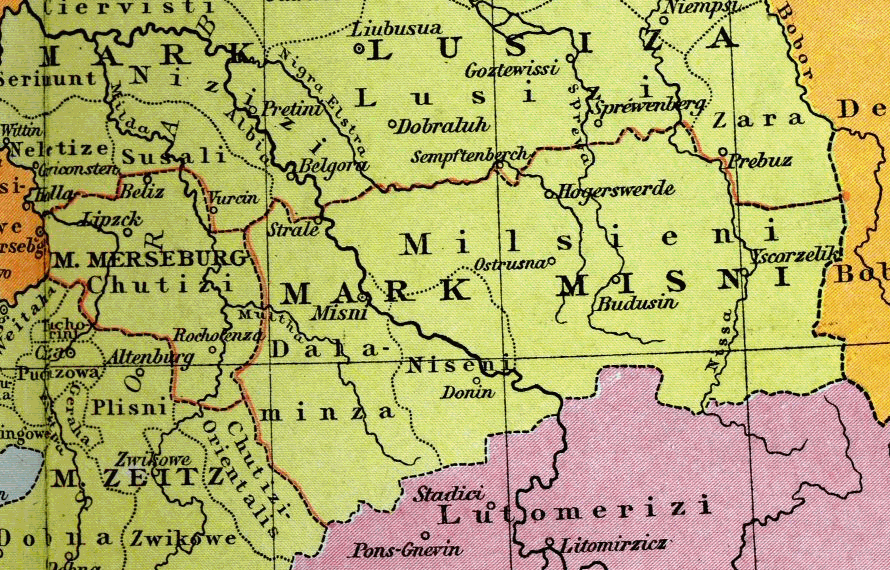
Země Milčanů na Míšeňsku okolo roku 1000 (Mapa od Gustava Droysena, 1886

Milčané (německy Milzener, polsky Milczanie, dolnolužicky Milcany, hornolužicky Milčenjo) byli západoslovanský kmen (kmenová teorie je ovšem zpochybňována), který obýval dnešní Horní Lužici. 

## Historie
Milčané byli poprvé zmíněni v polovině 9. století Bavorským geografem. Ten připisuje Milčanům 30 sídlišť s možným centrálním hradištěm v jejich středu. Hlavními sídly byl Budyšín a jeho blízké okolí. Během 10. století si je podmanili Němci. Jejich dnešními potomky jsou horní Lužičtí Srbové.